# عصب‌شناسی غدد درون‌ریز

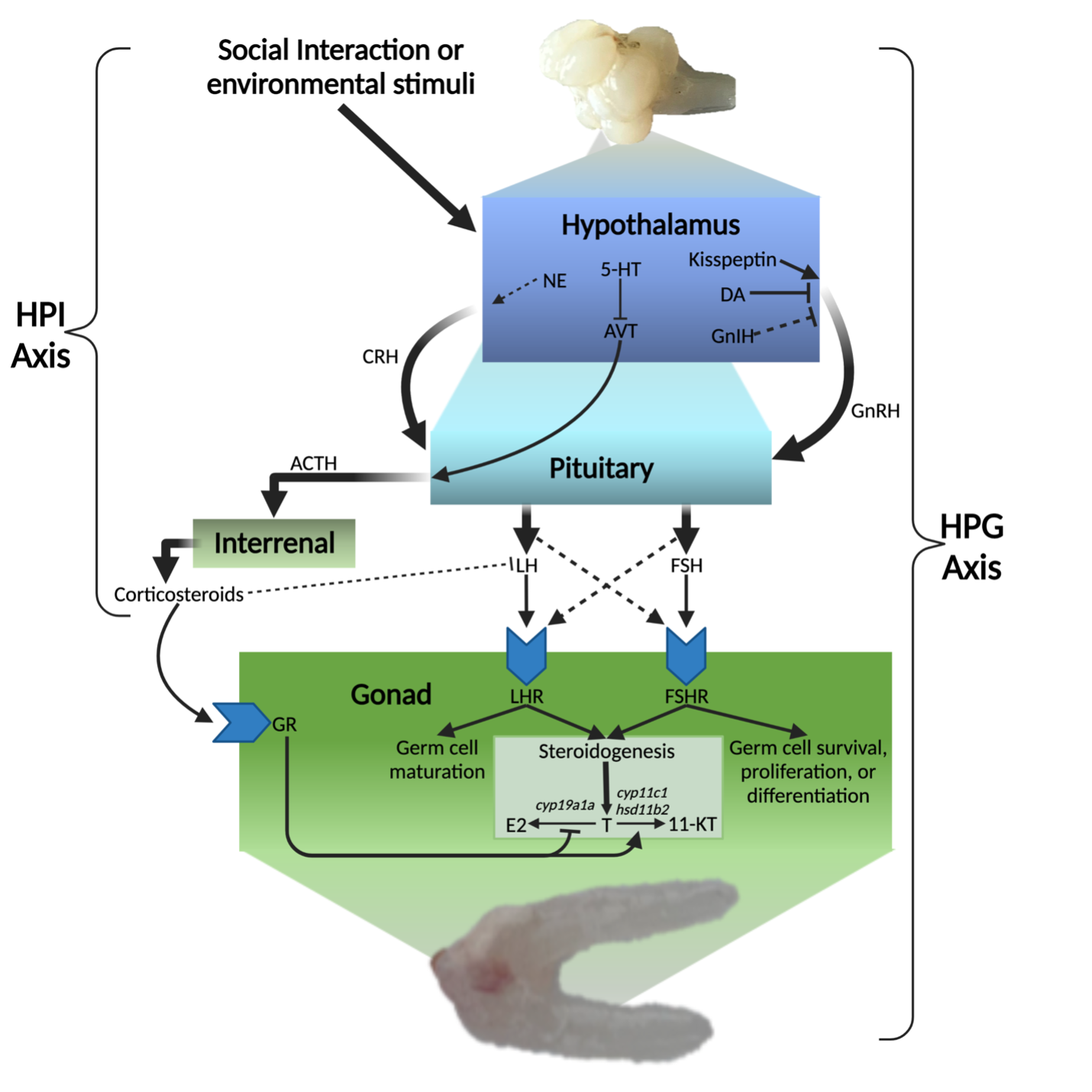
این تصویر ارتباط عصبی-درون‌ریز بین محورهای HPG و HPI در ماهیان تلئوست و چگونگی تنظیم تولید استروئید و رفتار توسط هورمون‌هایی مثل ACTH، GnRH و 5-HT در تولیدمثل و پاسخ به استرس را نشان می‌دهد.

عصب‌شناسی غدد درون‌ریز یا نورواندوکرینولوژی (به انگلیسی:Neuroendocrinology) شاخه‌ای از علم فیزیولوژی (تن‌شناسی) است که به بررسی تأثیر متقابل سیستم عصبی و دستگاه درون‌ریز می‌پردازد. برای مثال بررسی و مطالعه این که چگونه مغز کارکرد غدد درون ریز را تحت کنترل گرفته و تنظیم می‌کند و همین‌طور چگونگی تأثیر هورمون‌های غدد درون ریز بر کارکرد مغز. سیستم عصبی و دستگاه درون‌ریز (شامل:غده‌هیپوفیز، لوزالمعده، تخمدان، بیضه و غیره) با تأثیر متقابل برهم، کارکرد نرمال بدن را هماهنگ می‌کنند.